# The Bella Twins
Le Bella Twins, è stato un tag team di wrestling attivo in WWE, formata dalle sorelle gemelle Brie e Nikki Bella.
Hanno detenuto tre volte il Divas Championship (due volte Nikki e una volta Brie) e nel 2021 sono state introdotte nella WWE Hall of Fame.

## Storia

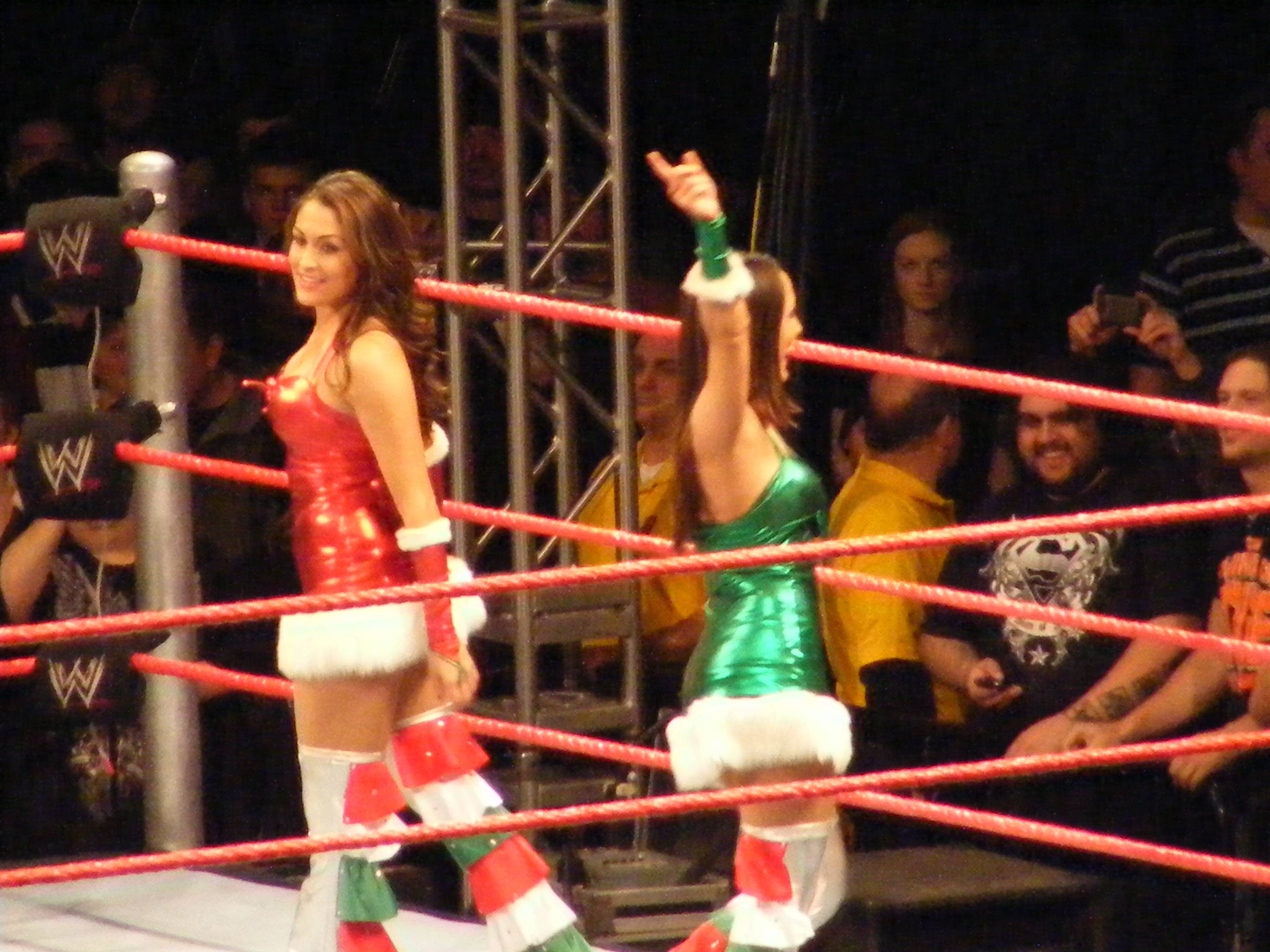
Nikki Bella (a sinistra) e Brie Bella (a destra) nel 2009

Il debutto nel Main Roster delle gemelle avvenne nell'episodio di SmackDown! del 29 agosto 2008 quando Brie sconfisse Victoria. Inizio dunque una faida con Victoria e la sua compagna Natalya.
Come parte della gimmick, nonostante la stanchezza dovuta al match, in momenti particolari Brie si nascondeva sotto il ring, riemergendo poco dopo riposata ed in grado di vincere il match. Nell'episodio del 31 ottobre dello stesso anno, quando Brie andò sotto il ring, Victoria la prese per le gambe, ma un secondo paio di gambe la calciarono fuori, il che implicava che ci fosse una seconda persona sotto il ring. La settimana successiva venne svelata l'identità dell'aiutante di Brie nel feud, la sorella Nikki. Le due gemelle le attaccarono e vinsero. Il 21 novembre le due gemelle combatterono ufficialmente insieme per la prima volta, sconfiggendo Victoria e Natalya. Per i mesi successivi combatterono in coppia.
A novembre cominciò un angle con Carlito e Primo, le due apparvero in molti backstage con loro e li accompagnarono spesso sul ring. Nell'episodio del 13 febbraio 2009 John Morrison e The Miz flirtavano con le gemelle nel backstage. Quando Morrison e The Miz si scontrarono con Carlito e Primo fu aggiunto come premio un appuntamento con Nikki e Brie per il giorno di san Valentino. Durante l'appuntamento, Primo e Carlito si travestirono da camerieri e tentarono di sabotare l'incontro, come risultato ottennero la collera delle gemelle. L'appuntamento provocò una rivalità tra i due team maschili, che cominciarono a combattere per ottenere l'affetto delle gemelle, che non sembravano essere in grado di scegliere tra i due team.
Il 17 marzo, Carlito e Primo, accidentalmente sputarono mele in faccia a Brie, che era stata destinata a Morrison e The Miz. Nikki si burlò della sfortuna della sorella e tra le due ci fu uno scontro che le portò a dividersi. Nikki andò con Morrison e The Miz, mentre Brie con Primo e Carlito.
In seguito alla riappacificazione, alle due ragazze vengono assegnati vari ruoli on screen lontane dal ring. Ritornano a combattere sul ring come manager di Daniel Bryan. Tuttavia, si separano dal wrestler in seguito al tradimento del suddetto con Gail Kim. Nella puntata di Raw del 7 febbraio tornano a combattere da heel in coppia con Melina. Le due gemelle e Melina vengono sconfitte in un 6-diva tag team match da Tamina, Eve Torres e Gail Kim.
Diventano prime sfidanti per il Divas Championship di Eve Torres vincendo una Divas Battle Royal. Il 7 marzo, Nikki Bella, sfrutta questa title shot ma viene sconfitta dalla campionessa Eve Torres. Nella puntata di Raw dell'11 aprile, Brie Bella sconfigge Eve Torres (con l'aiuto di sua sorella che ha effettuato il twin magic) conquistando il WWE Divas Championship. A WWE Over the Limit 2011, Brie difende con successo il titolo dall'assalto di Kelly Kelly. A Raw Power to the People del 20 giugno Brie viene sconfitta da Kelly Kelly perdendo così il Divas title. 
Nella puntata di RAW del 23 aprile, Nikki batte la campionessa 0Beth Phoenix conquistando il suo primo Divas Championship che perderà 6 giorni dopo nel PPV Extreme Rules (2012) contro la rientrante Layla. La loro ultima apparizione è il 23 aprile 2012 a RAW, dopodiché il loro contratto con la WWE scade e non viene rinnovato.
Le Bella Twins rientrano alla WWE l'11 marzo 2013 a RAW in un segmento con Cody Rhodes, Damien Sandow, Kaitlyn e Vickie Guerrero. Nella puntata di Raw del 27 gennaio ritornano a lottare in WWE insieme a Naomi e Cameron vincendo contro AJ Lee, Aksana, Tamina Snuka e Alicia Fox.
Durante il match tra Brie e Stephanie McMahon, svoltosi a SummerSlam, Nikki tradisce la sorella attaccandola e permettendo a Stephanie di vincere il match. Nella successiva puntata di Raw, Nikki accusa la gemella di protagonismo e di averla sempre messa in ombra.
Nella puntata di Raw del 31 ottobre 2014, Nikki ottenne una shot per il WWE Divas Championship detenuto da AJ Lee per le Survivor Series. Durante il match, Brie baciò AJ Lee, effettuando un turn heel e lasciando così vincere sua sorella Nikki match e titolo. Il 25 gennaio riescono a sconfiggere Natalya e Paige alla Royal Rumble. Nei seguenti mesi, le Bella Twins continuano ad aiutarsi a vicenda e ad usare la stessa entrata, pur combattendo di rado in coppia. A Raw l'11 maggio, viene annunciato che a Payback affronteranno in team Tamina e Naomi dove poi verranno battute.

Nella puntata di SmackDown del 18 giugno, Brie ha un match contro Paige. Quando Brie si trova in difficoltà interviene Alicia Fox aiutandola a vincere il match e alleandosi con le Bellas. Il 22 a Raw Alicia accompagna le Bellas nel loro match contro Naomi e Tamina. A SummerSlam si svolge un 9-Divas Elimination tag team match, che includeva il Team Bella (Nikki, Brie e Alicia) contro il Team B.A.D (Naomi, Sasha Banks e Tamina) e il PCB (Paige, Charlotte e Becky Lynch), dove venne vinto da quest'ultime. Il 20 settembre a Night of Champions Nikki perde il titolo contro Charlotte terminando il suo regno dopo 301 giorni. A dicembre Nikki annuncia su Twitter di doversi sottoporre a un intervento chirurgico al collo.

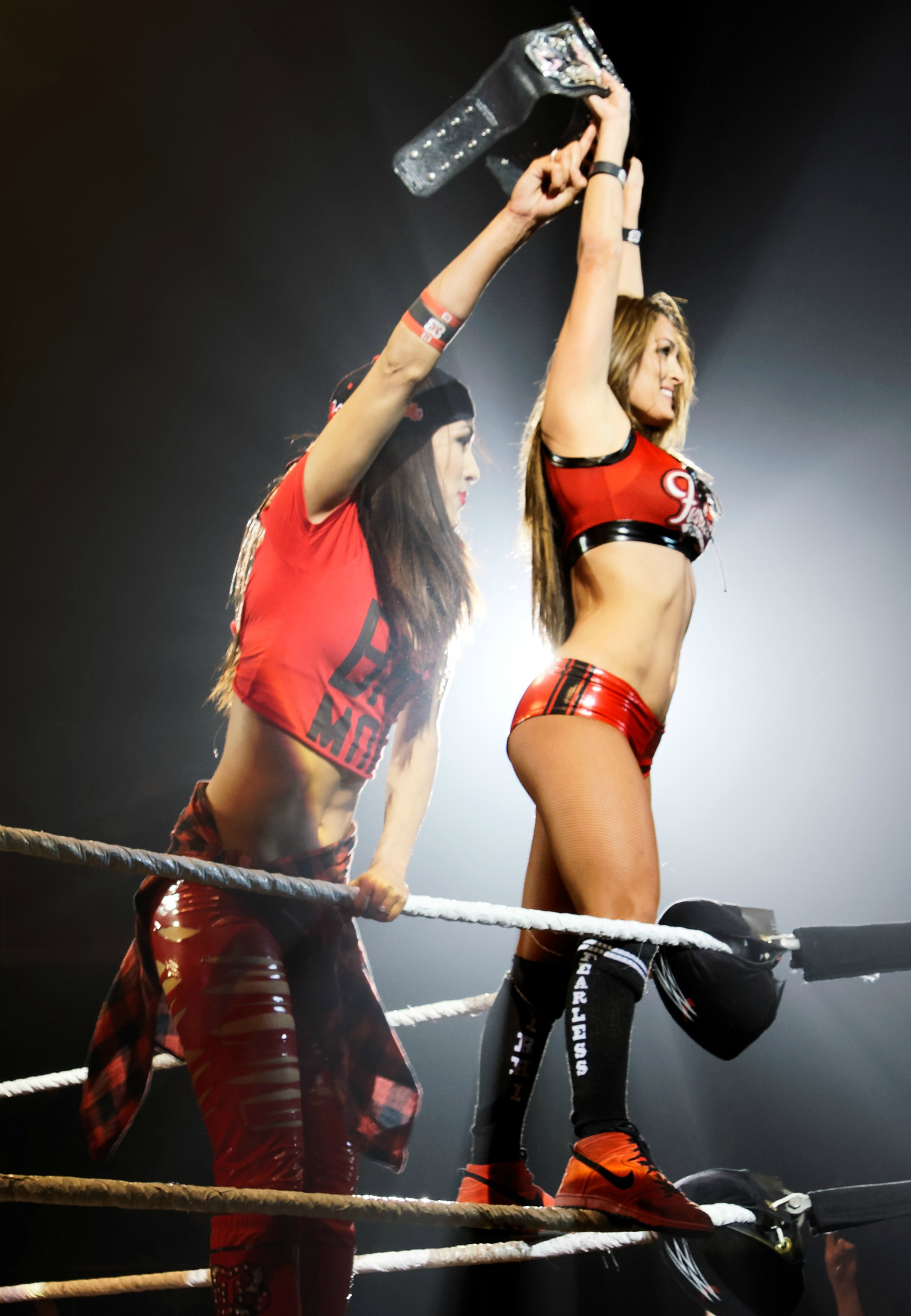
Brie Bella (a sinistra) e Nikki Bella (a destra) nel 2015

Il 30 gennaio 2016 il sito della WWE annuncia che Nikki subirà un'operazione al collo. Il 1º febbraio la stessa WWE annuncia che l'operazione dell'ex Divas Champion è avvenuta con successo. Nella puntata di Raw del 1 febbraio Brie viene intervistata parlando della sorella Nikki dopo che ha subito l'intervento per l'infortunio, ma viene interrotta da Charlotte, che dice di essere stata lei ad infortunarla. A Fastlane, Brie ottiene un match per il Divas Championship di Charlotte, il quale viene vinto da quest'ultima. Il 1º marzo, Brie viene interrotta di nuovo, questa volta però da Lana, che comincia ad insultare lei e il marito Daniel Bryan. A WrestleMania 32, si svolge un 10 Diva Tag Team Match, che includeva le Total Divas (Brie, Paige, Natalya, Alicia Fox e Eva Marie) contro il team Bad & Blonde (Lana, Naomi, Emma, Summer Rae e Tamina), dopo il match Nikki esce sul ring per congratularsi con la sorella. Successivamente Brie annuncia il suo ritiro dal mondo del Wrestling per mettere su famiglia con Daniel Bryan.
il 22 gennaio 2018  le Bella Twins fanno una breve apparizione per il venticinquesimo anniversario di Raw. Il 28 gennaio 2018 le Bella Twins fanno il loro ritorno partecipando alla prima Royal Rumble match tutta la femminile Nikki è entrata con il numero 27 venendo eliminata per ultima dalla vincitrice Asuka invece Brie è entrata con il numero 28 venendo eliminata stesso dalla sorella. Il 20 Agosto 2018 a SummerSlam le Bella Twins sono apparse nel Backstage per annunciare che assisteranno al Match fra Ronda Rousey e Alexa Bliss per il Raw Woman’s Championship come fan. Stesso il giorno dopo le Bella Twins sono apparse a Raw. In una puntata di SmackDown del 22 Agosto Brie torna ufficialmente sul ring per interrompere il segmento tra Daniel Bryan e The Miz e sua moglie Maryse stesso quella sera i due hanno sfidato la coppia per un Mixed tag Team match su Hell in a Cell . Il 27 Agosto in un segmento tra Trish Stratus, Natalya e Ronda Rousey le Bella Twins sono apparse nuovamente a Raw per annunciare che il prossimo lunedì torneranno insieme sul ring. Nella puntata di SmackDown del 28 Agosto in un segmento sul ring tra Daniel Bryan e sua moglie Brie vengono interrotti da Zelina Vega e Andrade Almas per sfidarli in Mixed Teg Team match ma il match viene interrotto dall’attacco di Maryse e suo marito The Miz. Nell settembre del 2018 le The Bella Twins sono tornate a Raw per iniziare una rivalità con le The Riott Squad uscendone sempre vincitrici nel vari incontri settimanali accompagnate dalla Raw Woman’s Championship Ronda Rousey. Il 17 settembre a Hell in a Cell Brie è suo marito Daniel Bryan vengono sconfitti da Maryse e suo marito The Miz. Il 6 ottobre a Super Show Down le Bella Twins e Ronda Rousey hanno sconfitto le The Riott Squad due giorni dopo a Raw le Bella Twins attaccando Ronda Rousey effettuando un Turn Heel iniziando così un match fra Nikki Bella e Ronda Rousey per il PPV tutto al femminile chiamato Evolution per tentare di conquistare il Raw Woman’s Championship . Il 28 ottobre ad Evolution Nikki accompagnata da sua sorella Brie sul ring viene sconfitta da Ronda Rousey non riuscendo a conquistare il titolo di Raw. Successivamente le Bella Twins annunciano il loro ritiro dal mondo del wrestling (Nikki per eventuali problemi al collo e Brie per mettere nuovamente su famiglia).

## Nel wrestling

### Mosse finali
- Nikki Bella
  - Rack Attack (Fireman's carry cutter)
  - Fearless Lock (Stepover toehold facelock)

- Brie Bella
  - Bella Buster (Sit-out facebuster)
  - "Yes!" Lock (Omoplata crossface)

### Musiche d'ingresso
- Feel My Body di Jim Johnston (2008–2010)
- You Can Look, But You Can't Touch di Jim Johnston (2010–2018)

- Feel My Body di Jim Johnston (2008–2009)
- You Can Look, But You Can't Touch di Jim Johnston (2010–2018)

## Titoli e riconoscimenti
- WWE
  - WWE Hall of Fame (2021)

- WrestleCrap
  - Gooker Award (2014) – Brie Bella vs. Nikki Bella

- Wrestling Observer Newsletter
  - Worst Feud of the Year (2014) – Brie Bella vs. Nikki Bella
  - Worst Feud of the Year (2015) – Team Bella vs. Team B.A.D. vs. Team PCB